# L2TP
L2TP (Layer 2 Tunneling Protocol) es un protocolo utilizado por redes privadas virtuales que fue diseñado por un grupo de trabajo de IETF como el heredero aparente de los protocolos PPTP y L2F, creado para corregir las deficiencias de estos protocolos y establecerse como un estándar aprobado por el IETF (RFC 2661). L2TP utiliza PPP para proporcionar acceso telefónico que puede ser dirigido a través de un túnel por Internet hasta un punto determinado. L2TP define su propio protocolo de establecimiento de túneles, basado en L2F. El transporte de L2TP está definido para una gran variedad de tipos de paquete de datos, incluyendo X.25, Frame Relay y ATM.
Al utilizar PPP para el establecimiento telefónico de enlaces, L2TP incluye los mecanismos de autenticación de PPP, PAP y CHAP. De forma similar a PPTP, soporta la utilización de estos protocolos de autenticación, como RADIUS.
A pesar de que L2TP ofrece un acceso económico, con soporte multiprotocolo y acceso a redes de área local remotas, no presenta unas características criptográficas especialmente robustas. Por ejemplo: 
- Sólo se realiza la operación de autenticación entre los puntos finales del túnel, pero no para cada uno de los paquetes que viajan por él. Esto puede dar lugar a suplantaciones de identidad en algún punto interior al túnel.
- Sin comprobación de la integridad de cada paquete, sería posible realizar un ataque de denegación del servicio por medio de mensajes falsos de control que den por acabado el túnel L2TP o la conexión PPP subyacente.
- L2TP no cifra en principio el tráfico de datos de usuario, lo cual puede dar problemas cuando sea importante mantener la confidencialidad de los datos.
- A pesar de que la información contenida en los paquetes PPP puede ser cifrada, este protocolo no dispone de mecanismos para generación automática de claves, o refresco automático de claves. Esto puede hacer que alguien que escuche en la red y descubra una única clave tenga acceso a todos los datos transmitidos.

A causa de estos inconvenientes, el grupo del IETF que trabaja en el desarrollo de PPP consideró la forma de solventarlos. Ante la opción de crear un nuevo conjunto de protocolos para L2TP del mismo estilo de los que se están realizando para IPSec, y dado la duplicación del trabajo respecto al propio grupo de desarrollo de IPSec que supondría, se tomó la decisión de utilizar los propios protocolos IPSec para proteger los datos que viajan por un túnel L2TP.
L2TP es en realidad una variación de un protocolo de encapsulamiento IP. Un túnel L2TP se crea encapsulando una trama L2TP en un paquete UDP, el cual es encapsulado a su vez en un paquete IP, cuyas direcciones de origen y destino definen los extremos del túnel. Siendo el protocolo de encapsulamiento más externo IP, los protocolos IPSec pueden ser utilizados sobre este paquete, protegiendo así la información que se transporta por el túnel.